# Raoul Wallenberg-kommittén i USA

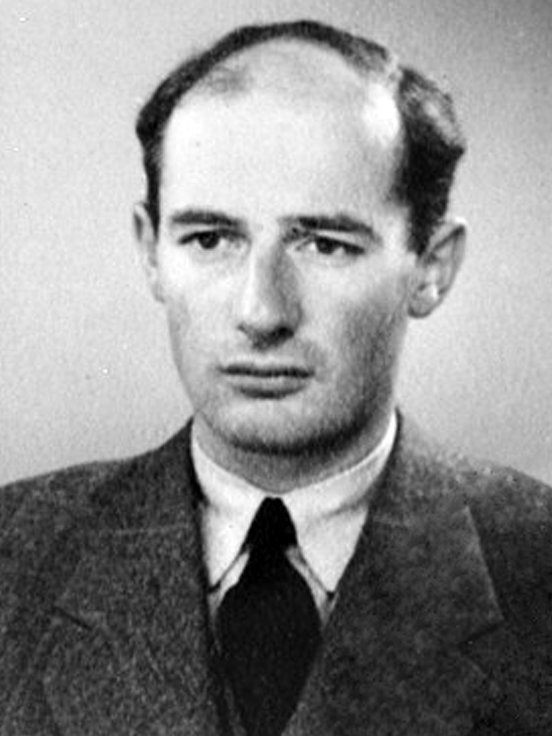
Raoul Wallenberg 1944

Raoul Wallenberg-kommittén i USA inrättades i maj 1981 för att "upprätthålla de humanitära idealen och Raoul Wallenbergs icke våldsamma mod".
Det ger Raoul Wallenberg Awards till individer, organisationer och samhällen som återspeglar Wallenbergs "humanitära ande, personliga mod och icke våldsamma handlingar inför enorma odds". Från och med 2013 är den nuvarande ordföranden och verkställande direktören Rachel Oestreicher Bernheim,  en position som hon har haft sedan minst 1995.

## Framsteg
- Finansierade fem Raoul Wallenberg International Human Rights Fellowships och ett svenskt Fulbright-stipendium.
- Publicerade A Hero for Our Time och Raoul Wallenberg's Children .
- Huset ligger i Wallenbergs forskningscenter.
- Cirkulerar en utställning, A Tribute to Raoul Wallenberg, i hela USA.
- Arbetade för att lägga Raoul Wallenbergs namn till den officiella listan över amerikanska krigsfångar.
- Sponsrade döpsnamnet på trottoaren framför FN som "Raoul Wallenberg Walk".
- 1985 inledde kommittén arbetet för att utfärda en amerikansk poststämpel för att hedra Wallenberg. Stämpeln utfärdades 1997.
- Inrättades 5 oktober 1989 som Raoul Wallenberg erkännandedag genom en kongressresolution.

## Utmärkelser
- Raoul Wallenberg Award
- The Raoul Wallenberg A Hero For Our Time Award
- The Raoul Wallenberg Civic Courage Award

## Hedersordförande
- Per Anger
- Guy von Dardel
- Nina Lagergren
- Krister Stendahl
- Simon Wiesenthal